# سوپر جام فوتبال مقدونیه
سوپر جام فوتبال مقدونیه (به انگلیسی: Macedonian Super Cup) مسابقه‌ای است که سالانه مابین قهرمان لیگ دسته اول فوتبال مقدونیه و قهرمان جام حذفی فوتبال مقدونیه برگزار می‌شود.
اولین دوره این مسابقات در سال ۲۰۱۱ میلادی برگزار شده‌است.